# Lorentzova sila
Lorentzova sila je sila koja djeluje na električni naboj {\displaystyle \ q} koji se giba brzinom {\displaystyle \mathbf {v} } u magnetskom polju {\displaystyle \mathbf {B} } zajedno sa silom koja na nj djeluje zbog električnog polja {\displaystyle \mathbf {E} }. Iznos i smjer Lorentzove sile dani su zbrojem magnetske i električne sile na električni naboj
{\displaystyle \mathbf {F} =q(\mathbf {E} +\mathbf {v} \times \mathbf {B} )}
Ovdje je {\displaystyle \mathbf {v} \times \mathbf {B} } vektorski umnožak vektora brzine i vektora magnetskog polja.
Ponekad se pojam Lorentzove sile odnosi samo na magnetsku silu:
{\displaystyle \mathbf {F} =q\,\mathbf {v} \times \mathbf {B} }
Električna sila djeluje u smjeru polja {\displaystyle \mathbf {E} }. Magnetska je pak sila u svakom dijelu putanje okomita i na trenutnu brzinu  {\displaystyle \mathbf {v} } i na magnetsko polje {\displaystyle \mathbf {B} }. Njen se smjer za pozitivni naboj može odrediti s pomoću desne ruke: ako se otvoreni dlan postavi tako da prsti pokazuju smjer gibanja naboja, a silnice magnetskog polja izlaze iz dlana, ispruženi palac pokazuje smjer djelovanja magnetske sile.
Lorentzova je sila dobila ime po nizozemskom fizičaru Hendriku Antoonu Lorentzu.

## Lorentzova sila u analitičkoj mehanici
Lagrangian za česticu s masom {\displaystyle m} i nabojem {\displaystyle q} u elektromagnetskom polju opisuje dinamiku čestice pomoću funkcionala njegova skalarnog i vektorskog potencijala, umjesto pomoću sile koja djeluje na česticu. Lagrangian koji daje Lorentzovu silu obično se piše kao
{\displaystyle L={\frac {m}{2}}\mathbf {\dot {r}} \cdot \mathbf {\dot {r}} +q\mathbf {A} \cdot \mathbf {\dot {r}} -q\phi }
gdje su A magnetski vektorski potencijal i {\displaystyle \phi } skalarni potencijal, a r s točkom derivacija po vremenu vektora položaja, odnosno brzina čestice. Veličina {\displaystyle V=q(\phi -\mathbf {A} \cdot \mathbf {\dot {r}} )} je (nepravi) »potencijal« koji ovisi o brzini. Koristeći Euler-Lagrange jednadžbu, možemo se pokazati da iz toga oblika slijedi formula za Lorentzovu silu.
Lagrangian se u pravokutnim koordinatama može raspisati kao
{\displaystyle L={\frac {m}{2}}\left({\dot {x}}^{2}+{\dot {y}}^{2}+{\dot {z}}^{2}\right)+q\left({\dot {x}}A_{x}+{\dot {y}}A_{y}+{\dot {z}}A_{z}\right)-q\phi }
Lagrangeova je jednadžba za prvu komponentu koordinata
{\displaystyle {\frac {\mathrm {d} }{\mathrm {d} t}}{\frac {\partial L}{\partial {\dot {x}}}}={\frac {\partial L}{\partial x}}}
Isto vrijedi za y i z. 
Parcijalnim deriviranjem
{\displaystyle {\begin{aligned}{\frac {\mathrm {d} }{\mathrm {d} t}}{\frac {\partial L}{\partial {\dot {x}}}}=m{\ddot {x}}+q{\frac {\mathrm {d} A_{x}}{\mathrm {d} t}}&=m{\ddot {x}}+{\frac {q}{\mathrm {d} t}}\left[{\frac {\partial A_{x}}{\partial t}}dt+{\frac {\partial A_{x}}{\partial x}}dx+{\frac {\partial A_{x}}{\partial y}}dy+{\frac {\partial A_{x}}{\partial z}}dz\right]\\[1ex]&=m{\ddot {x}}+q\left[{\frac {\partial A_{x}}{\partial t}}+{\frac {\partial A_{x}}{\partial x}}{\dot {x}}+{\frac {\partial A_{x}}{\partial y}}{\dot {y}}+{\frac {\partial A_{x}}{\partial z}}{\dot {z}}\right]\\\end{aligned}}}
{\displaystyle {\frac {\partial L}{\partial x}}=-q{\frac {\partial \phi }{\partial x}}+q\left({\frac {\partial A_{x}}{\partial x}}{\dot {x}}+{\frac {\partial A_{y}}{\partial x}}{\dot {y}}+{\frac {\partial A_{z}}{\partial x}}{\dot {z}}\right)}
Izjednačavanjem i pojednostavljivanjem:
{\displaystyle m{\ddot {x}}+q\left({\frac {\partial A_{x}}{\partial t}}+{\frac {\partial A_{x}}{\partial x}}{\dot {x}}+{\frac {\partial A_{x}}{\partial y}}{\dot {y}}+{\frac {\partial A_{x}}{\partial z}}{\dot {z}}\right)=-q{\frac {\partial \phi }{\partial x}}+q\left({\frac {\partial A_{x}}{\partial x}}{\dot {x}}+{\frac {\partial A_{y}}{\partial x}}{\dot {y}}+{\frac {\partial A_{z}}{\partial x}}{\dot {z}}\right)}
{\displaystyle {\begin{aligned}F_{x}&=-q\left({\frac {\partial \phi }{\partial x}}+{\frac {\partial A_{x}}{\partial t}}\right)+q\left[{\dot {y}}\left({\frac {\partial A_{y}}{\partial x}}-{\frac {\partial A_{x}}{\partial y}}\right)+{\dot {z}}\left({\frac {\partial A_{z}}{\partial x}}-{\frac {\partial A_{x}}{\partial z}}\right)\right]\\[1ex]&=qE_{x}+q[{\dot {y}}(\nabla \times \mathbf {A} )_{z}-{\dot {z}}(\nabla \times \mathbf {A} )_{y}]\\[1ex]&=qE_{x}+q[\mathbf {\dot {r}} \times (\nabla \times \mathbf {A} )]_{x}\\[1ex]&=qE_{x}+q(\mathbf {\dot {r}} \times \mathbf {B} )_{x}\end{aligned}}}
Slično se dobije za y i z smjer. 
Slijedi jednadžba za Lorentzovu silu:
{\displaystyle \mathbf {F} =q(\mathbf {E} +\mathbf {\dot {r}} \times \mathbf {B} )}
U Hamiltonovom formalizmu ukupna je energija dana hamiltonijanom {\displaystyle H={\frac {1}{2m}}(\mathbf {p} -q\mathbf {A} )^{2}+q\phi (\mathbf {r} )}, gdje se za zalet uzima kanonska zamjena {\displaystyle \mathbf {p} =m{\dot {\mathbf {r} }}+q\mathbf {A} }. Lorentzova se formula dobije uvrštavanjem u Hamiltonove jednadžbe gibanja.